# Mary Miss
Mary Miss (Nueva York, 27 de mayo de 1944) es una artista y diseñadora estadounidense. Su trabajo, de naturaleza interdisciplinaria, cruza los límites entre arquitectura, arquitectura del paisaje, ingeniería y diseño urbano.

## Reseña biográfica

### Infancia y educación
Mary Miss nació el 27 de mayo de 1944 en la ciudad de Nueva York, pero durante su juventud vivió principalmente en el oeste de los Estados Unidos.
Estudió arte en la Universidad de California en Santa Bárbara (B.A. 1966) y obtuvo un Máster en Bellas Artes en la Escuela de Escultura de Rhinehart en el Maryland Institute College of Art en 1968.

## Influencia en el arte
Como artista, Miss es considerada pionera en el arte ambiental y en el arte in situ, además de como una escultura líder durante el movimiento feminista de los 70s. Fue miembro fundador de la publicación feminista Heresies.
Ha recibido numerosos premios a lo largo de su carrera, entre ellos el premio New York Masterworks por la obra Framing Union Square (2001), la medalla Centennial de la Academia Americana de Roma (2000) y un doctorado honoris causa de la Universidad de Washington (2000). Ha recibido tres becas NEA, una Beca Guggenheim, la Medalla de Honor del Instituto Estadounidense de arquitectos y el President's Award de la Sociedad Americana de Arquitectos Paisajistas de Nueva York.
Su obra ha sido exhibida en el MoMA, el Museo Whitney de Arte Estadounidense, la Universidad de Harvard, el Tate Modern y la Architectural Association School of Architecture, entre otros.

### En "La escultura en el campo expandido" (1979)
Rosalind Krauss comienza su influyente ensayo, "La escultura en el campo expandido" (1979), con una descripción de Perimeters/Pavilions/Decoys (Mary Miss, 1977-78). Krauss usa la obra de Miss para apoyar su examen de la naturaleza interdisciplinar de la escultura y el paisaje.

## Obras seleccionadas
- Battery Park Landfill (1973)
- Untitled (Museo de Arte Memorial Allen, Oberlin, Ohio, EEUU, 1973)
- Centro de Arte de Des Moines (Des Moines, Iowa, EEUU, 1989-96)
- Framing Union Square (Ciudad de Nueva York, EEUU, 1998)
- Roshanara's Net (Nueva Delhi, India, 2008)
- StreamLines (Indianapolis, Indiana, EEUU, 2013)